# Simon I. (Lothringen)
Simon I. (* um 1076; † 13./14. Januar 1139) war Herzog von Lothringen von 1115 bis 1139. Er war der Sohn von Herzog Dietrich II. (Haus Châtenois) und Hedwig von Formbach, somit Halbbruder des Kaisers Lothar III. († 1137).

## Politik
1115 folgte er seinem Vater als Herzog. 1122 nahm Simon I. an der Reichsversammlung in Worms teil, die das später so genannte Wormser Konkordat aushandelte, das dem Investiturstreit ein Ende setzte. In dieser Urkunde erscheint er in der Zeugenliste. Innerhalb des Herzogtums geriet er in Konflikt mit Stephan von Bar, Bischof von Metz ab 1120, und Albero von Montreuil, Erzbischof von Trier ab 1131, zwei Verbündeten des Grafen von Bar. Der Erzbischof exkommunizierte ihn 1132, was 1133/34 aufgehoben wurde.
Herzog Simon I. stand in Briefkontakt mit Bernhard von Clairvaux. Dem jungen Zisterzienserorden gewährte er Zollfreiheit. Gegenüber mehreren Klöstern trat er als Wohltäter auf. Er gründete bzw. dotierte die Abtei Stürzelbronn.
Wegen Bedrückungen der Abtei Remiremont  exkommunizierte ihn Papst Innozenz II. 1138 und verhängte das Interdikt über sein Herzogtum, so dass Simon, der kurz darauf starb, in der Abtei Saint-Dié nur aufgebahrt, aber nicht kirchlich bestattet werden durfte.

## Familie
Simon heiratete Adelheid († 1158), deren Abstammung unbekannt ist. Einige sehen sie als Tochter von Heinrich III., Graf von Löwen, und Gertrud von Flandern (die sich in zweiter Ehe mit Simons Vater Dietrich II. verheiratete), andere als Tochter von Gerhard von Süpplingenburg, Graf von Querfurt, und Hedwig von Formbach, was aber wiederum bedeutet, dass sie die Tante ihres Ehemanns gewesen wäre. Ihre Kinder waren:
- Agathe, 1130/48 bezeugt; ⚭ Rainald III., Graf von Mâcon, Graf von Burgund, † 1148/49 (Haus Burgund-Ivrea). Beider Tochter Beatrix († 1184) wurde die Gattin des Kaisers Friedrich Barbarossa und römisch-deutsche Kaiserin.
- Hadwide, 1128/49 bezeugt, ⚭ Friedrich III., Graf von Toul, 1112/42 bezeugt
- Matthäus I., Herzog von Lothringen, † 1176, stiftet Abtei Clairlieu; ⚭ Bertha von Schwaben, † 1194/95, Tochter von Friedrich II., Herzog von Schwaben (Staufer)
- Robert, 1194 Herr zu Flörchingen (Florange), † vor 1208; ⚭ Euphemia